# Mercury-Atlas 6
Mercury-Atlas 6 (MA-6) – pierwszy w historii amerykański orbitalny lot kosmiczny przeprowadzony 20 lutego 1962 roku w ramach programu Mercury. Astronauta John Glenn okrążył trzykrotnie kulę ziemską w statku Mercury, po czym bezpiecznie powrócił na Ziemię.

## Przygotowania do misji
Miesiąc po udanym locie Mercury-Atlas 5 z szympansem Enosem, w listopadzie 1961 NASA zwołała konferencję prasową, na której zapowiedziała pierwszy lot Amerykanina na orbitę okołoziemską. Na pytania reporterów o to, kto będzie pierwszym amerykańskim astronautą na orbicie, Robert Gilruth odpowiedział, że w ciągu najbliższych dwóch tygodni ogłoszeni zostaną załoganci misji. Na pilota wybrano Johna H. Glenna, a jako jego zastępcę (dublera), Scotta Carpentera. Ogłoszono także załogę następnego lotu, Mercury-Atlas 7.

### Rakieta nośna
W misji wykorzystano rakietę Atlas D, jedną z wersji rakiety Atlas zmodyfikowanych na potrzeby programu Mercury. Jej ciąg wynosił prawie 163,5 tony. Paliwem była substancja o nazwie RP-I, przypominająca paliwo lotnicze oraz ciekły tlen. Wysokość rakiety wyniosła niemal 20 metrów, a średnica ponad 3 metry. Całość, wraz z kapsułą i wieżą systemu ratunkowego miała ponad 28 metrów wysokości. W chwili startu odpalono jednocześnie wszystkie silniki (pięć): marszowy (o ciągu 27 ton), dwa startowe (o ciągu po 68 ton każdy) oraz dwa służące do korekt trajektorii podczas lotu. Rakieta została wyprodukowana w oddziale astronautycznym zakładów zbrojeniowych General Dynamics. Rakietę nośną kapsuły Mercury, dostarczono na przylądek Canaveral 30 listopada 1961, gdyż NASA miała nadzieję, że misja MA-6 odbędzie się jeszcze w tym samym roku kalendarzowym, co pierwszy w historii lot załogowy na orbitę – radziecki Wostok 1. Wcześniejszy start nie był jednak możliwy z powodów technicznych.

### Kapsuła
Produkcja kapsuły Mercury nr 13, użytej w locie Mercury-Atlas 6, rozpoczęła się w maju 1960 w zakładach firmy McDonnell Aircraft Corporation w St. Louis. Miała długość niecałe trzy metry i prawie dwa metry średnicy u podstawy, masę niemal dwie tony i jako wersja orbitalna różniła się od wcześniej używanych kapsuł. Do lotu w misji MA-6 wyznaczono ją w październiku 1960, a na Przylądek dostarczono ją 27 sierpnia 1961. Kapsuła i rakieta nośna stanęły na stanowisku startowym nr 14 w dniu 2 stycznia 1962.

### Opóźniony start

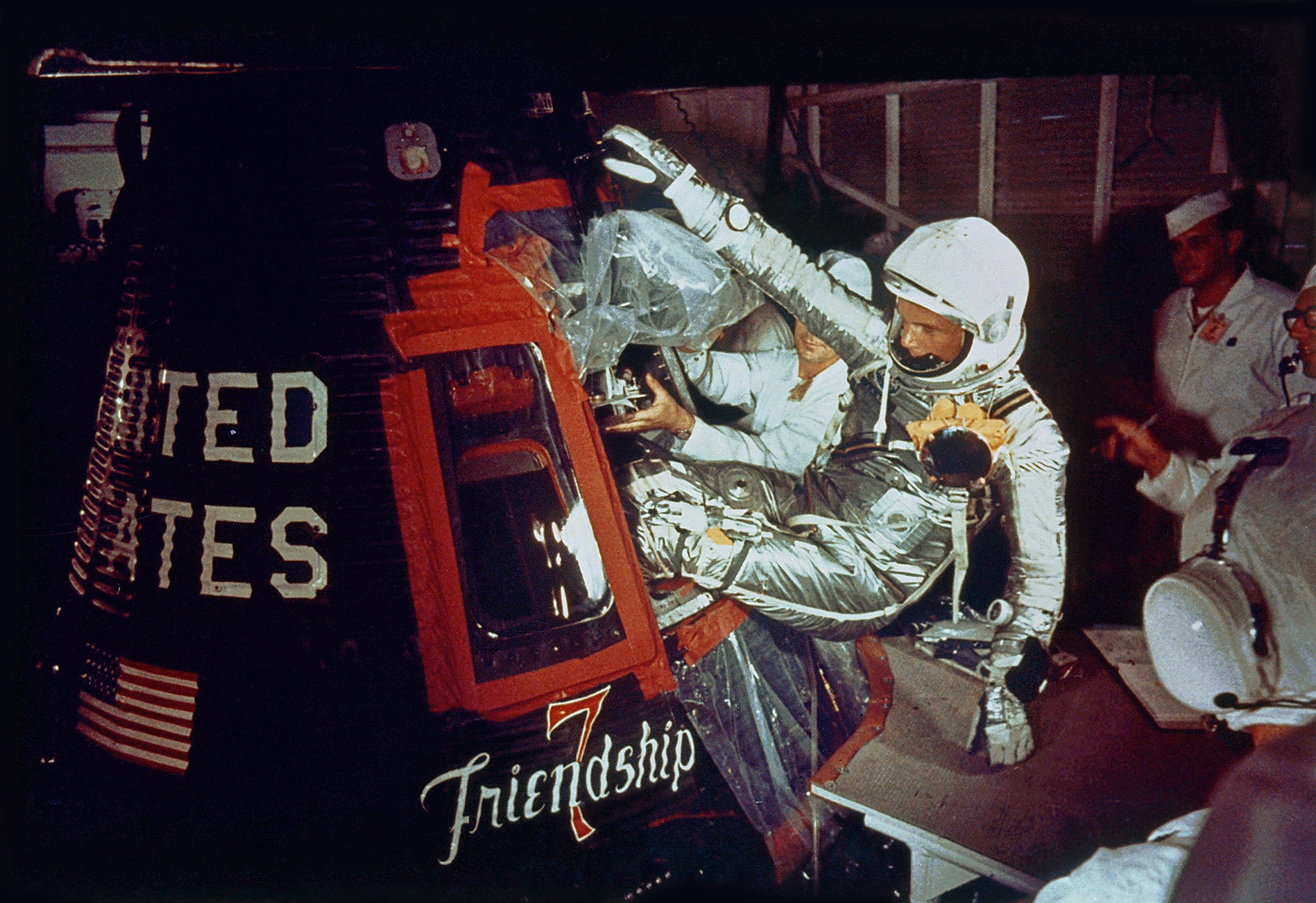
John Glenn wchodzący do statku Mercury

Pierwszą próbę startu wyznaczono na 16 stycznia 1962. Z powodu problemów ze zbiornikami paliwa rakiety Atlas D, przełożono go na 23 stycznia. Z powodu złej pogody start codziennie przekładano, aż do 27 stycznia. Tego dnia start również się nie odbył. Odwołano go na 20 minut przed wystrzeleniem rakiety, ponownie z powodu dużego zachmurzenia, które uniemożliwiłoby niezbędne optyczne śledzenie i fotografowanie lotu statku.
Po tej próbie start przełożono na 1 lutego 1962. Podczas napełniania zbiorników paliwa rakiety, 30 stycznia, technicy odkryli przeciek do izolacji między zbiornikami paliwa i utleniacza. Awaria opóźniła start o dwa tygodnie. Próba z 15 lutego została odwołana, ponownie z powodu pogody. 19 lutego pogoda zaczęła się poprawiać i wszystko wskazywało, że 20 lutego 1962 w końcu uda przeprowadzić się start.

## Przebieg misji
Odliczanie zostało podzielone na dwie części. Pierwszą przeprowadzono dzień przed startem. Trwała cztery godziny, podczas których odbyły się testy systemów statku i sprawdzono działanie ich wzajemnych połączeń. Potem nastąpiła siedemnastogodzinna przerwa, którą wykorzystano na zamontowanie elementów pirotechnicznych i tankowanie. Druga część odliczania rozpoczęła się w punkcie T –06:30:00. W punkcie T –02:00:00 ostatecznie sprawdzono, czy kapsuła jest gotowa, by umieścić w niej astronautę. John Glenn wszedł na pokład statku o godzinie 11:03 GMT, 20 lutego 1962. Właz zamknięto o 12:10, po 40-minutowej przerwie technicznej spowodowanej uszkodzeniem jednego z 70 bolców zamykających właz. Konieczne było usunięcie wszystkich bolców, zastąpienie uszkodzonego nowym i ponowne zaczopowanie włazu.

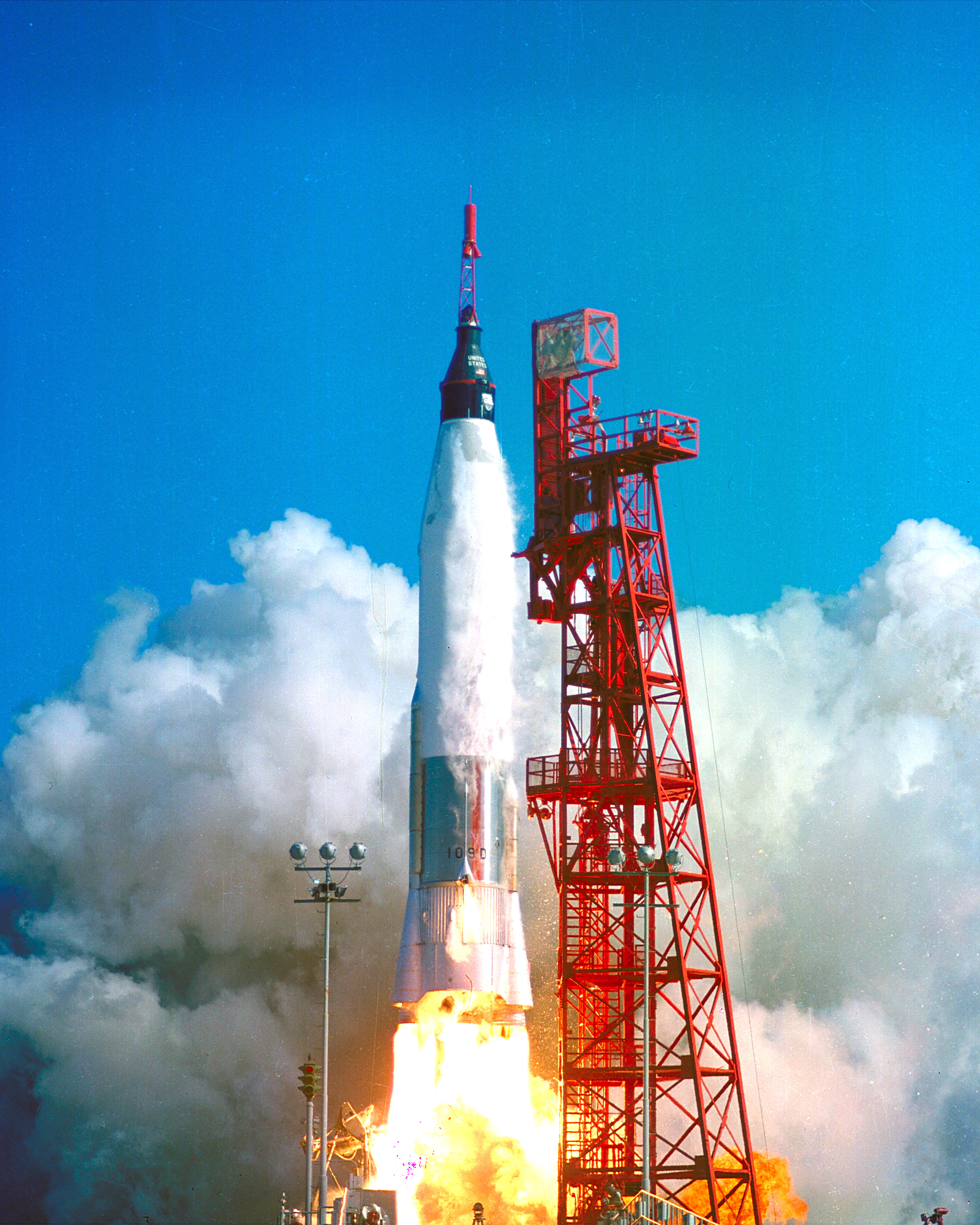
Start rakiety Atlas D z kapsułą Friendship 7

O 14:47, po 2 godzinach i 17 minutach przerw w odliczaniu, 3 godziny i 44 minut po tym, jak Glenn wszedł do kapsuły, doszło w końcu do pomyślnego startu. Był on transmitowany przez amerykańskie telewizje i obejrzało go około 60 milionów widzów. Puls Glenna w czasie startu wzrósł do 110.
Trzydzieści sekund po starcie kontrolę nad rakietą przejął naziemny system naprowadzania, za pośrednictwem radia. Gdy rakieta i statek przechodziły przez strefę maksymalnego ciśnienia dynamicznego, Glenn zaraportował: Trochę tu trzęsie. Potem lot uspokoił się. Dwie minuty i 14 sekund po starcie wyłączyły się i odpadły silniki dodatkowe. Dziesięć sekund później odłączono wieżę ratunkową ze szczytu rakiety.
Rakieta i statek dalej zmieniały nachylenie trajektorii lotu, co dało Glennowi pierwszą możliwość obejrzenia horyzontu, co opisał słowami: piękny widok, patrzę na wschód, w stronę Atlantyku. Przy wypalaniu resztek paliwa wzrosły wibracje rakiety. Po wyłączeniu głównego silnika rakiety nośnej stwierdzono, że kapsuła ma prędkość tylko o 2 m/s mniejszą niż planowano. Na wysokości 160 km kabina weszła na orbitę o parametrach: perygeum 160 km, apogeum 256 km. Prędkość osiągnięta wyniosła 28 048 – 28 072 km na godzinę, co wydłużyło nieco elipsę orbity. Pięć sekund po odłączeniu rakiety kabina obróciła się o 180° i zwróciła szerszym końcem ku Ziemi, dzięki czemu astronauta mógł obserwować Ziemię przez specjalny peryskop.
O 14:52 Friendship 7 znalazł się na orbicie okołoziemskiej. Glenn otrzymał informacje, że wykona trzy okrążenia Ziemi. W tym czasie komputery w Centrum Lotów Kosmicznych imienia Roberta H. Goddarda analizując orbitę MA-6 stwierdziły, że statek mógłby na niej pozostać na prawie sto okrążeń Ziemi.
Gdy rakietki odłączyły kapsułę od rakiety, doszło do nieplanowanego obracania się kapsuły. Automatyczny system kontroli wysokości umieszczał statek na właściwej orbicie przez 38 sekund, zużywając 2,4 kg paliwa. Gdy kapsuła osiągnęła ostateczną orbitę, jej prędkość wyniosła 7843 m/s.

## Pierwsza orbita
MA-6 rozpoczął orbitowanie z wszystkimi systemami sprawnymi. Przeleciał nad Atlantykiem i Wyspami Kanaryjskimi. Przelatując nad afrykańskim wybrzeżem astronauta powiedział, że dostrzega tam burzę pyłową. Stacja naziemna w Kano (Nigeria) odpowiedziała Glennowi, że faktycznie od paru tygodni wieją tu bardzo silne wiatry.
Nad Kano Glenn przejął ręczne sterowanie nad statkiem i rozpoczął korekcje odchylenia statku, aż do momentu, gdy ten zwrócił się dokładnie w stronę lotu. Glenn stwierdził, że wskaźniki podają błędną orientację kapsuły w przestrzeni. Przelatując nad Nigerią zjadł nieco pasty mięsno-jarzynowej wyciskając ją z plastikowej tubki.
Będąc nad Oceanem Indyjskim, Glenn obserwował pierwszy zachód Słońca. Moment zmierzchu określił jako piękny. Niebo określił jako głęboko czarne, z cienkim niebieskim pasmem atmosfery przy horyzoncie. Zachód Słońca przebiegł szybko, choć wolniej niż Glenn się spodziewał. Przez 5-6 minut wolno malała intensywność światła. Jasne pomarańczowe i niebieskie warstwy rozchodziły się na 45°, 60° od obu stron Słońca. Chmury przeszkodziły Glennowi w dostrzeżeniu flary wystrzelonej z moździerza ze statku śledzenia na Oceanie Indyjskim, co było częścią eksperymentu dotyczącego zdolności obserwacyjnych pilota statku kosmicznego.
Kontynuując podróż po nocnej stronie Ziemi, nad okolicami wybrzeży Australii, Glenn dokonał obserwacji astronomicznych, meteorologicznych i geograficznych. Z powodu niewystarczającego czasu potrzebnego do zaadaptowania się wzroku do nocy, nie dane mu było zauważyć, tzw. światła zodiakalnego.
Przelatując nad stacją śledzenia programu Mercury w Muchea, w Australii, Glenn złożył Gordonowi Cooperowi meldunek o swoim dobrym samopoczuciu i braku problemów. Dojrzał też na Ziemi bardzo jasne światła miejskie. Coopper powiedział Glennowi, że są to najpewniej światła Perth i Rockingham. Podekscytowany Glenn mówił do Coppera: To był naprawdę krótki dzień.; To był najkrótszy dzień jaki kiedykolwiek mnie spotkał.. Pod koniec pierwszego okrążenia, gdy kapsuła wyszła z cienia Ziemi, temperatura wewnątrz kabiny wzrosła do +43°. Jednak wewnątrz skafandra temperatura nie przekroczyła +20°. Pierwsze okrążenie trwało 88 i pół minuty.
W czasie pierwszego okrążenia udowodniono, że wykorzystanie horyzontu jako punktu odniesienia umożliwia precyzyjne sterowanie położeniem pojazdu. Astronauta wypił tubkę soku jabłkowego i stwierdził, że ten sposób odżywiania w stanie nieważkości nie sprawia problemów.

### „Świetliki”
W tym czasie statek minął Australię i zbliżał się do wyspy Canton na Pacyfiku. John Glenn doświadczył 45-minutowej nocy i przygotował się na swój pierwszy wschód Słońca oglądany z orbity. W miarę jak Słońce wznosiło się nad wyspą Canton, Glenn widział tysiące „malutkich kropeczek, błyszczących punkcików, latających wokoło kapsuły”. Miał wrażenie, że albo statek koziołkuje albo spogląda w nieboskłon pełen gwiazd. Gdy bardziej się przyjrzał przez bulaj statku, wrażenie minęło. Był przekonany, że świetliki, jak je nazwał, nacierały strumieniem od przodu statku. Wydawały się wolno płynąć, ale nie wydobywać się z żadnej z części statku. W miarę jak Friendship 7 wchodził w bardziej oświetlony obszar, świetliki zaczęły znikać. Podczas kolejnych wschodów Słońca astronauta widział je za każdym razem. Były to drobiny lodu, odrywające się od zimnej powierzchni kapsuły. Glenn jednak tego nie wiedział. Uważał, że jest to jeszcze jedna tajemnica kosmosu.

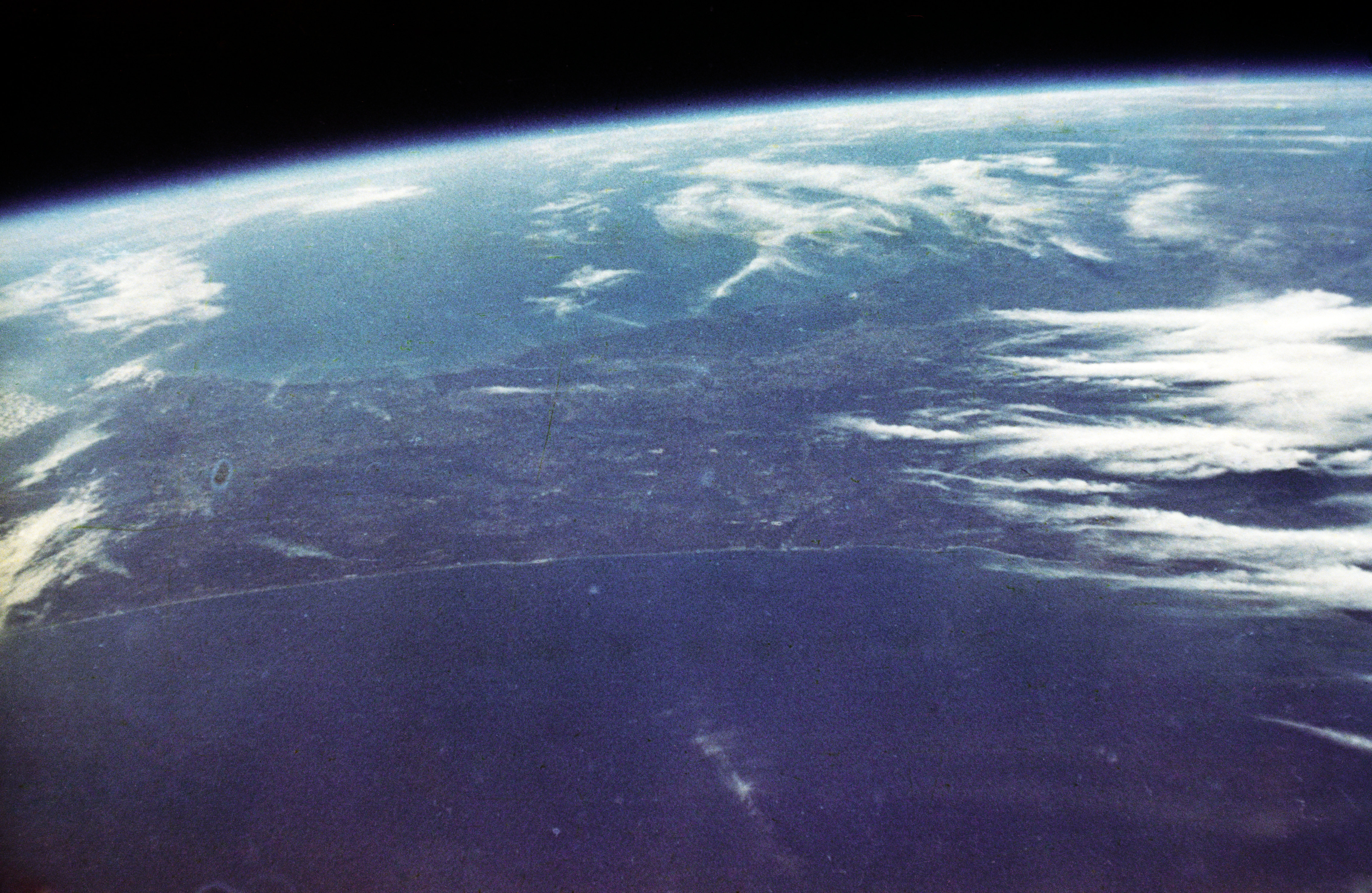
Zdjęcie Ziemi wykonane przez Johna Glenna ze statku Mercury

### Kłopotliwy silniczek odchylania
Gdy statek mijał stację śledzącą w Kauaʻi na Hawajach, Glenn odnotował duże interferencje w zakresie fal krótkich. Po minięciu zachodniego wybrzeża Ameryki Północnej, poprzez stację śledzącą w Guaymas (Meksyk) poinformował kontrolę lotu o kłopotach z kontrolą położenia wywołanych silniczkiem odchylania. Glenn mówił później, że problem ten „trzymał się mnie przez pozostałą część lotu”.
Glenn zauważył, że problem pojawia się, gdy automatyczny system stabilizacji i kontroli położenia zezwalał na odchylenie się statku o około 1,5° w prawo. Przełączył więc sterowanie na ręczne-proporcjonalne i sprowadził statek do właściwego położenia. Następnie próbował różnych trybów kierowania, aby stwierdzić, który z nich zużywa najmniej paliwa. Okazało się, że najoszczędniejszy jest tryb ręczny fly-by-wire. Po około 20 minutach silniczek zmiany odchylenia zaczął działać poprawnie i Glenn wrócił na sterowanie automatyczne. Po krótkim czasie znów pojawił się problem, tym razem z silniczkiem odchylającym w drugą stronę. Astronauta przełączył więc sterowanie na ręczne fly-by-wire i używał go już do końca misji.

## Druga orbita
Wraz z minięciem Przylądka Canaveral, Friendship 7 rozpoczął drugą orbitę. Kontroler lotu zauważył, że „Segment 51”, czujnik w systemie lądowania statku, przesyła dziwne odczyty. Według odczytu osłona termiczna i podwozie poduszkowe nie miały stałej pozycji. Gdyby tak było, oznaczałoby to, że osłona termiczna jest umocowana do statku wyłącznie przez metalowe taśmy łączące je z tzw. ładunkiem wstecznym, czyli systemem rakiet hamujących używanych przy lądowaniu. Kontrola lotu nakazała wszystkim stacjom śledzenia monitorować odczyty z czujnika „Segment 51” i zwrócić uwagę astronaucie, że przełącznik otwarcia podwozia poduszkowego powinien być w pozycji „wyłączone”.
Glenn nie zorientował się w istnieniu problemu do momentu, gdy każda mijana stacja śledzenia prosiła go o upewnienie się, że przycisk otwarcia podwozia poduszkowego jest wyłączony. Tymczasem statek przelatywał nad Atlantykiem. Astronauta zajęty był ręcznym sterowaniem statkiem i staraniem się, by wypełnić jak najwięcej z zadań przewidzianych w czasie lotu.
Przelatując nad Wyspami Kanaryjskimi, Glenn zaobserwował, że „świetliki” na zewnątrz statku nie mają związku z silniczkami odrzutowymi sterującymi położeniem statku. Temperatura w jego skafandrze podniosła się, ale nie miał czasu jej wyregulować. Stacje naziemne w Nigerii i Zanzibarze odnotowały nagle spadek ilości tlenu (o 12%) w zapasowych zbiornikach tlenu.
Podczas swojego drugiego przelotu nad Oceanem Indyjskim Glenn dostrzegł, że umieszczony tam statek śledzenia jest w trudnych warunkach pogodowych. Statek, zamiast wypuszczenia balonów, wystrzelił jasne flary na spadochronach, gdy MA-6 przelatywał nad nim. Glenn jednak widział ze swojej kapsuły jedynie błyskawice z okolicznych burz.
Temperatura w skafandrze wzrosła jeszcze trochę i gdy statek minął Ocean Indyjski, Glenn starał się ją wyregulować. Gdy statek był nad bazą Woomera (Australia), zapaliła się lampka sygnalizująca przekroczenie dozwolonej w kabinie wilgotności. Przez resztę lotu Glenn musiał ostrożnie balansować przy chłodzeniu skafandra, aby nie przekroczyć dozwolonej wilgotności.
Nad Australią też zapaliła się lampka ostrzegająca przed nadmiernym zużyciem paliwa – jego zapas spadł do 62%. Kontrola lotu zaleciła Glennowi, żeby pozwalał statkowi odbiegać z kursu w celu zaoszczędzenia paliwa.
Przez dalszą część drugiej orbity nie wystąpiło więcej problemów. Glenn kontynuował ręczne sterowanie statkiem, nie pozwalając by ten zanadto odszedł z wyznaczonej pozycji. Zużywał na to jednak więcej paliwa niż system automatyczny. W czasie trwania drugiej orbity, ze zbiornika paliwa dla sterowania automatycznego ubyło 2,7 kg paliwa, a ze zbiornika sterowania ręcznego 5,4 kg.
Pomimo tych nieprawidłowości zapadła decyzja o kontynuowaniu lotu. Astronauta był w doskonałej kondycji i zachowywał pełną kontrolę nad statkiem.

## Trzecia orbita
W trakcie trzeciego okrążenia Ziemi przez statek Friendship 7, statek na Oceanie Indyjskim nie podjął próby badania zdolności obserwacyjnych pilota. Chmury nad statkiem nadal były zbyt grube.
Będąc po raz trzeci nad Australią, Glenn żartował rozmawiając z Cooperem, w stacji śledzenia Muchea. Na przykład poprosił, aby powiadomić dowódcę korpusu Marines, generała Shoupa, że trzy okrążenia Ziemi powinny być równoważne czterem godzinom zwykłego latania, czyli miesięcznemu minimum dla pilotów. Chciał też na piśmie otrzymać, że za ten lot dostanie nie niższą premię niż za zwykły lot samolotem.
W tym czasie kontrola misji monitorowała sprawę związaną z czujnikiem „Segment 51”. Stacja śledzenia na Hawajach poprosiła Glenna, by przestawił przełącznik otwierania podwozia poduszkowego w pozycję „automatycznie”. Gdyby kontrolka zapaliła się, ponowne wejście w atmosferę powinno odbyć się bez odłączania ładunku wstecznego. Po tej prośbie Glenn zorientował się, że prawdopodobnie wystąpiła jakaś usterka związana z osłoną termiczną. Test przełącznika nie spowodował zapalenia się kontrolki. Glenn odnotował także, że podczas manewrowania statkiem nie słyszał ani nie czuł żadnych wstrząsów czy drgań.
Kontrola misji Mercury nadal nie była zdecydowana co do dalszych działań. Część z kontrolerów uważała, że silnik hamujący powinien zostać odrzucony po manewrze hamowania, inni, że powinien zostać zachowany jako dodatkowe mocowanie osłony termicznej. Jeśli w trakcie wejścia kapsuły do atmosfery gorące gazy przedostaną się za osłonę termiczną, astronauta spłonie żywcem. Do osłony przymocowany był silnik hamujący. Na szczęście sygnał okazał się fałszywy.
Dyrektor lotu (Chris Kraft) i dyrektor misji (Walter C. Williams) zadecydowali o nieodłączaniu ładunku wstecznego po wejściu w atmosferę. Decyzję przekazano Glennowi przez stację naziemną w Point Arguello. Ładunek wsteczny powinien zostać zachowany aż statek nie osiągnie stacji śledzenia w Teksasie.

### Przygotowania do lądowania
Zachowanie ładunku wstecznego oznaczało, że Glenn musiał ręcznie złożyć peryskop. Powinien także włączyć sekwencję 0,05g. Friendship 7 zbliżał się do wybrzeży Kalifornii. Od startu mijały 4 godziny i 33 minuty. Statek wszedł na wysokość odpalenia silników wstecznych. Odpalił się pierwszy z nich. Glenn skomentował: „Kurczę, czuję się jakbym wracał w stronę Hawajów”. W pięciosekundowych odstępach włączył się drugi i trzeci silnik wsteczny. Wysokość podczas hamowania była stabilna. Sześć minut po manewrze hamowania Glenn ustawił statek w pozycji do wejścia do atmosfery (nos statku 14° w górę).

## Powrót do atmosfery
Mercury-Atlas 6 wytracał wysokość w czasie szybowcowego lotu nad Stanami Zjednoczonymi, podążając w kierunku Atlantyku, gdzie miał wodować. Stacja śledzenia w Teksasie przekazała Glennowi, aby zachował ładunek wsteczny do momentu, gdy przyspieszenie spadnie do 14,7 m/s². Glenn powiedział, że po minięciu przylądka Canaveral przejdzie na ręczne sterowanie. Kontrola lotu dała sygnał Glennowi do włączenia sekwencji 0,05 g (0,49 m/s²). Mniej więcej w tym samym czasie, Glenn usłyszał dźwięki, „jakby coś małego rozbijało się o kapsułę”. Do kontroli lotu przekazał: „To fala uderzeniowa na zewnątrz”. Przyczyną dźwięków były taśmy przytrzymujące ładunek wsteczny, które pod wpływem tarcia pękały i uderzały w kadłub statku. System kontroli statku działał dobrze, jednak ilość paliwa do sterowania ręcznego spadła do 15%. Glenn przełączył sterowanie na „fly-by-wire” i używanie paliwa ze zbiornika sterowania automatycznego, które miało większy zapas.
Statek zaczął przechodzić przez strefę największego tarcia. Glenn mówił później o tym fragmencie lotu: „Myślałem, że ładunek wsteczny został odrzucony; widziałem odpadające kawałki czegoś przelatujące przed bulajem”. Bał się, że te kawałki to jego zniszczona osłona termiczna. Były to jednak odłamki ładunku wstecznego, który uległ zniszczeniu od tarcia w atmosferze.
Po przejściu przez strefę największego przyspieszenia, Friendship 7 zaczął trochę oscylować. Pilot nie mógł ręcznie sterować statkiem. Odchylał się on w poziomie o ok. 10° w obie strony. „Czułem się jak opadający liść”, powiedział później Glenn. Oscylacje udało mu się zlikwidować włączając pomocniczy system tłumienia drgań. Zmniejszała się także ilość dostępnego paliwa. Glenn zaczął się nawet zastanawiać, czy statek pozostanie stabilny do czasu osiągnięcia wysokości potrzebnej do otworzenia spadochronów.
Paliwo w zbiorniku systemu automatycznego wyczerpało się 111 sekund przed otwarciem spadochronów, a w zbiorniku sterowania ręcznego na 51 sekund przed. Drgania statku powróciły. Na wysokości 10 km Glenn zdecydował się na ręczne wyzwolenie spadochronów, chcąc w ten sposób przywrócić stabilność lotu statku. Nie zdążył jednak sięgnąć do przycisku, gdyż spadochrony rozłożyły się automatycznie na wys. 8,5 km, zamiast 6,4 km. Statek odzyskał spokojny lot, a Glenn zaraportował, że „wszystko jest w najlepszym porządku”.
Na wysokości 5 km otworzył się peryskop, z którego mógł korzystać astronauta. Glenn próbował rozglądać się przez bulaj, jednak niewiele przez niego widział, ponieważ ten był silnie okopcony. Statek kontynuował opadanie na spadochronie hamującym. Odrzucono sekcję anten, otworzył się i w pełni rozłożył główny spadochron o średnicy 21 m. Kontrola misji Mercury przypomniała Glennowi o ręcznym otworzeniu podwozia poduszkowego. Przełączył więc przycisk i pojawiła się zielona kontrolka potwierdzająca otworzenie. Rozległ się też charakterystyczny dźwięk, gdy osłona termiczna i poduszka powietrzna opadły na swoje miejsce, 120 cm poniżej kapsuły.
Tak jak się spodziewano, doszło do przerwy w komunikacji radiowej, która trwała cztery minuty i dwadzieścia sekund. Wnioski płynące z misji spowodowały wprowadzenie zmian w procedurach związanych z wejściem w atmosferę.

## Wodowanie

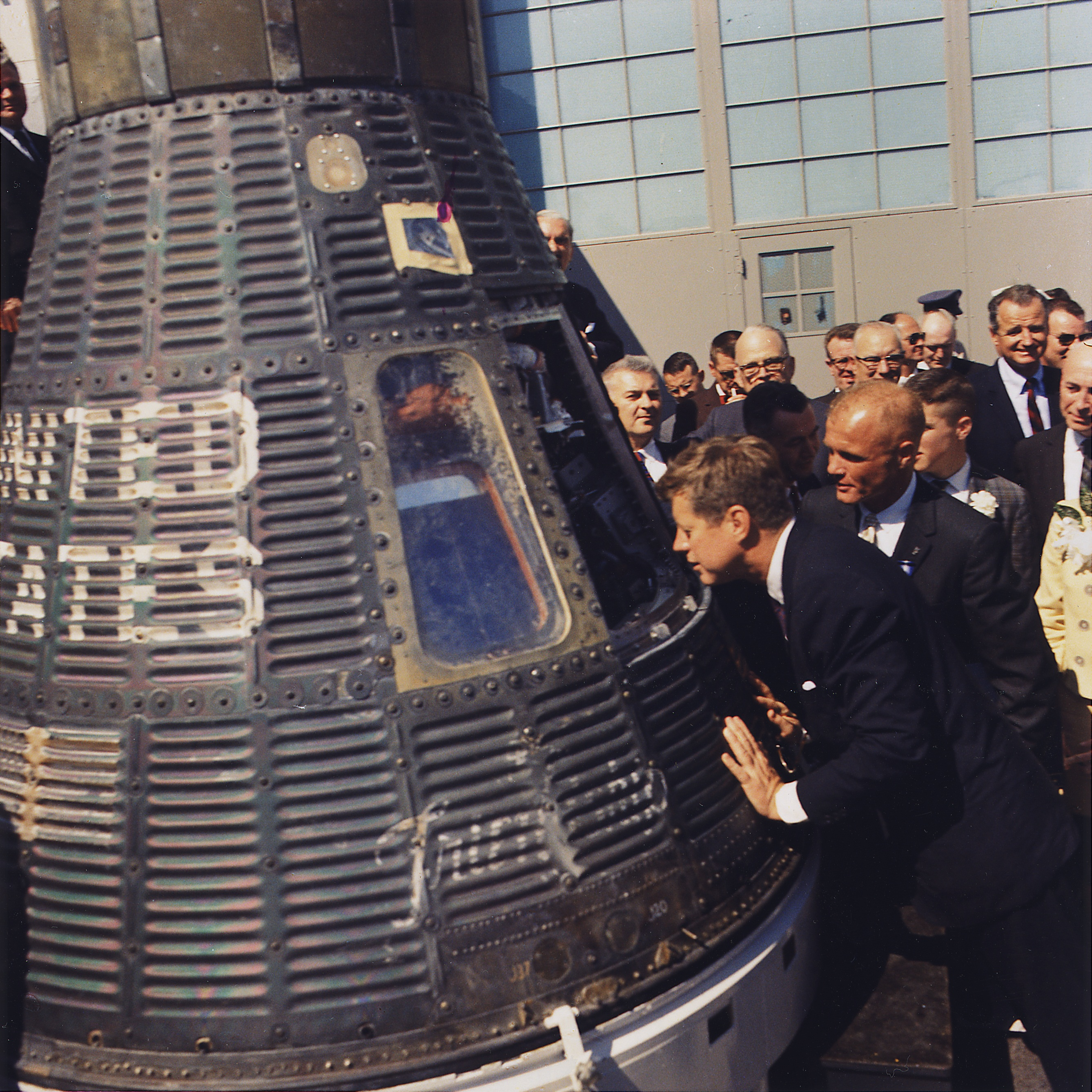
Prezydent USA, John F. Kennedy ogląda kabinę statku Mercury MA-6, 23 lutego 1962

Kapsuła Friendship 7 wodowała około 60 km bliżej niż zaplanowano. Obliczenia dotyczące działania silników wstecznych nie brały bowiem pod uwagę tak dużego zużycia paliwa, które spowodowało mniejszą od planowanej masę statku. USS Noa, niszczyciel o kryptonimie „Steelhead”, pierwszy wypatrzył opadającą na spadochronie kapsułę. Znajdował się tylko 10 km od kapsuły i powiadomił John Glenna, że niedługo do niego dotrze. Niszczyciel zbliżył się do kapsuły po siedemnastu minutach.
Jeden z załogantów niszczyciela usunął antenę radioboi okrętu, drugi zaczepił linę potrzebną do wciągnięcia kapsuły na pokład. Gdy kapsuła znalazła się na pokładzie, Glenn próbował opuścić kabinę górnym włazem. Jednak z powodu wysokiej temperatury w środku, zrezygnował z tego i zdecydował o odstrzeleniu bocznego włazu. Ostrzegł załogę niszczyciela, by odsunęła się i zdetonował ładunki wybuchowe włazu (lekko przecinając sobie dłoń odskakującym detonatorem), który z hukiem odpadł. Uśmiechnięty Glenn wyszedł na pokład niszczyciela Noa. Jego pierwsze słowa brzmiały: „Gorąco tam było”. W trakcie lotu astronauta przebywał przez cztery godziny i dwadzieścia siedem minut w stanie nieważkości. Osiemnastominutowy okres dryfowania kapsuły spowodowały u astronauty lekkie nudności.

## Po misji
Zarówno astronauta jak i statek przetrwali misję w dobrej kondycji. Dla USA był to ogromny sukces naukowo-techniczny i prestiż, gdyż USA stały się drugim, po ZSRR, państwem na świecie mogącym wysłać człowieka w kosmos. Był to też pierwszy krok Amerykanów w kierunku lądowania człowieka na Księżycu.

## MA-6 w liczbach
- Liczba okrążeń Ziemi: 3
- Czas trwania misji: 4 godz. 55 min. 23 s.
- Masa paliwa: 27,4 kg (16,3 kg dla sterowania automatycznego i 11,1 kg dla ręcznego)
- Przebyta odległość: 121 794 km
- Maks. prędkość: 28 234 km/h
- Maks. przyspieszenie: 7,7 g (75 m/s²)[1].

## Chronologia lotu MA-6
| Czas od chwili startu | Wydarzenie                         | Opis |
| --------------------- | ---------------------------------- | --- |
| T+00:00:00            | Start                              | Start rakiety z kapsułą Mercury; włączenie się zegara pokładowego                                                                                  |
| T+00:00:02            | Sekwencja obrotu                   | Rakieta obraca się w tempie 2,5°/s z 30° do 0° |
| T+00:00:16            | Sekwencja nachylenia               | Rakieta pochyla się w tempie 0,5°/s z 90° do 0° |
| T+00:00:30            | Włączenie kierowania radiowego     | System kierowania radiowego nawiązuje łączność z rakietą, by kierować nią aż do osiągnięcia orbity                                                 |
| T+00:01:24            | Maks. Q (ciśnienie dynamiczne)     | Ciśnienie dynamiczne osiąga największą wartość (6,75 MPa)                                                                                          |
| T+00:02:10            | BECO                               | Wyłączenie się silnika dodatkowego rakiety Atlas i odrzucenie go                                                                                   |
| T+00:02:33            | Odrzucenie wieży                   | Niepotrzebna już wieża ucieczkowa zostaje odrzucona                                                                                                |
| T+00:02:25            | Sekwencja nachylenia               | Po odrzuceniu wieży, rakieta pochyla się jeszcze bardziej (zgodnie z planem)                                                                       |
| T+00:05:20            | SECO                               | Wyłączenie się silnika marszowego rakiety; kapsuła osiąga orbitę; prędk. 7844 m/s                                                                  |
| T+00:05:24            | Oddzielenie się kapsuły            | Rakiety odłączają kapsułę od rakiety i nadają jej prędk. 4,57 m/s                                                                                  |
| T+00:05:25            | 5 sekundowa sekwencja spowalniania | Automatyczny system przez 5 sekund spowalnia statek przygotowując go do manewry obrotu                                                             |
| T+00:05:25            | Manewr obrotu                      | Kapsuła obraca się o 180°, osłoną termiczną w kierunku lotu; dziób jest skierowany 34° w dół – w pozycji do odpalenia silników hamujących          |
| T+00:05:30 T+04:30:00 | Działania na orbicie               | Przez 3 okrążenia Ziemi trwają zaplanowane na czas lotu działania z udziałem astronauty                                                            |
| T+04:30:00            | Sekwencja hamowania                | System hamowania przez 30 sekund sprawdza czy statek ma właściwe położenie (-34° nachylenia, 0° odchylenia o toru lotu, 0° obrotu)                 |
| T+04:30:30            | Hamowanie                          | Trzy rakiety, odpalane kolejno po 5 sekundowych przerwach (każda pracuje przez 10 sekund), wytwarzają ΔV 168 m/s                                   |
| T+04:35:45            | Złożenie peryskopu                 | Peryskop zostaje automatycznie złożony w ramach przygotowań do wejścia w atmosferę                                                                 |
| T+04:36:15            | Odrzucenie ładunku wstecznego      | W tym momencie powinno dojść do odrzucenia ładunku wstecznego, jednak zrezygnowano z niego z przyczyn technicznych                                 |
| T+04:36:20            | Manewr zmiany położenia            | Automatyczny system ponownie ustawia statek w położeniu -34° nachylenia, 0° odchylenia o toru lotu, 0° obrotu                                      |
| T+04:42:15            | Manewr "0,05g"                     | Automatyczny system kontrolujący kapsułę wykrywa rozpoczęcie wejścia w atmosferę i wprawia statek w ruch obrotowy (10°/s) w celu stabilizacji lotu |
| T+04:49:38            | Otworzenie spadochronu hamującego  | Na wysokości 8,5 km (zamiast 6,7 km) otwiera się spadochron hamujący; kapsuła opada teraz z prędkością 111 m/s                                     |
| T+04:49:45            | Otwarcie chrap                     | Na wys. ok. 6 km otwierają się chrapy łapiące świeże powietrze; następuje chłodzenie kabiny                                                        |
| T+04:50:15            | Otwarcie głównego spadochronu      | Na wys. ok. 3 km otwiera się główny spadochron; prędkość opadania zmniejsza się do 9 m/s                                                           |
| T+04:50:20            | Rozłożenie podwozia powietrznego   | Następuje ręczne włączenie podwozia powietrznego, które pompuje się i opada wraz z osłoną termiczną o 120 cm                                       |
| T+04:50:20            | Wyrzucenie paliwa                  | Automatyczne wyrzucenie resztek paliwa z pokładu kapsuły                                                                                           |
| T+04:55:30            | Wodowanie                          | Kapsuła ląduje w wodzie, około 800 km od miejsca startu                                                                                            |
| T+04:55:30            | Uruchomienie kompletu ratunkowego  | Komplet składał się z zielonej flary, radiolatarni i anteny prętowej                                                                               |

## Dodatkowe informacje
- Światełko ostrzegawcze czujnika „Segment 51” okazało się później skutkiem wady samego czujnika. Osłona termiczna i podwozie poduszkowe były bezpiecznie zamocowane podczas wchodzenia do atmosfery.
- John Glenn otrzymał podczas lotu dawkę promieniowania jonizującego o połowę mniejszą od oczekiwanej, z czego wynika, że sam statek okazał się bardzo dobrą  osłoną przed nim.
- 21 lutego 1962 na farmie w Południowej Afryce znaleziono dziwną metalową cześć. Po numerach na niej zidentyfikowano ją jako część rakiety nośnej, która wystrzeliła MA-6. Spadła ona na farmę po około 8 godzinach orbitowania.
- Kapsuła Mercury nr 13 użyta w tym locie jest wystawiona w Narodowym Muzeum Lotnictwa i Przestrzeni Kosmicznej w Waszyngtonie[5].
- W stanie Utah ktoś podjął próbę dodania jednego „n” do nazwy budowanej tamy Glen Canyon[6].
- Pozdrowienia przesłał Nikita Chruszczow oraz ponad trzydziestu przywódców innych państw. Pablo Picasso przesłał wiadomość: „Jestem z niego tak dumny, jakby był moim bratem”[6].